# Winneconne, Wisconsin
Winneconne là một làng thuộc quận Winnebago, tiểu bang Wisconsin, Hoa Kỳ. Năm 2006, dân số của làng này là 2401 người.